# 靈魂扳機
《靈魂扳機》是IMAGEEPOCH INC.於2012年10月4日推出的一款電子遊戲，平台為PlayStation Portable。和IMAGEEPOCH INC.《最後約定的故事》、《BLACK★ROCK SHOOTER》一樣的「JRPG」遊戲。

## 系統
本作是設定為一款反抗類型的角色扮演遊戲，遊戲中主要動力來自於「魂力系統」，玩家可藉由魂力來進行戰鬥和特殊動作（如開門或強化），在戰鬥上是較屬於MP值，一旦魂力耗盡其角色就會無法行動。類似遊戲為《闇魂獻祭》。也可學習到新的武器裝備和技能。

## 故事
神機教會根據神的神諭被稱為「神民」生活在「凱澤哈德（カイゼルハルド）」這個國家。神民們看似和平的生活，實際上神機教會私底下迫害「光之民」來維持，能操控「魂力」和「生命之力」的光之民可能會毀滅自己的國家，因此被神機教會搾取其力量來作為軍事來源，但也使人民逐漸減少。
神政暦740年，對此事態感到不滿的光之民們成立了反體制組織「SOL TRIGGER」，光之民為了追求自由平等的生活而開始進行反抗活動。但因某些光之民被教會囚禁，作為SOL TRIGGER一員的主人公們為了解救他們並反抗教會而展開行動。
今作故事是採約100年前的故事開始，一開始的正典為神政暦790年，而外典是從神政暦809年繼續。

### 登場人物

#### SOL TRIGGER
法雷爾（FAREL）
聲：鳥海浩輔
本作主人公。SOL TRIGGER的隊長後補。特徵是黑色斜齊的瀏海遮住右眼，金色瞳孔，配戴黑色圍巾的青年。性格冷靜、溫柔，但有時也會因挫折而感到沒自信。因為個性的溫柔和對同伴們極度信賴，似乎很受女性歡迎。故事開始時因瓦伊爾、德內伊的死，出第一任務前繼承了瓦伊爾的臂章，因此經過討論後成為正式隊長。持有光之民的希望的「黃金之魂力」，於故事後期覺醒。
正典結局，與神戰鬥時自身的「混沌之魂力」暴走，還來不及傷及對方就先倒地而死。因生前的行為，後來法雷爾被教會謔稱為「愚者」。外典中，以莉特拉製作的聖潔之民出現。
魂力武器是單手劍。各方面能力平均，主要以強力斬擊系的攻擊技戰鬥。後得到神刀「化境」。
瓦爾塔（VALTER）
聲：杉田智和
SOL TRIGGER的隊長助手。特徵是綁著銀色豎髮，穿著灰色破碎的斗篷，紅色瞳孔的男子。和瓦伊爾、德內伊一樣在SOL TRIGGER中的經驗老到者。平時個性冷靜，但偶爾會被藏於內心的熱血沖昏頭而較衝動。
正典結局，被神重傷倒地，下落不明。外典時頭髮變長並放下，被拉茲等人組成的SOL TRIGGER發現後，與其一起行動。
魂力武器是鐮刀。擅長能使敵人弱化等招式戰鬥。外典時因魂力的衰退而改用手槍。
艾瑪（EMA）
聲：花澤香菜
本作女主角之一。特徵是留著粉紅色短髮，左邊綁著一小段辮子，戴著髮飾的少女。個性溫柔，常給同伴打氣，為了青梅竹馬的法雷爾而戰鬥，對他抱著好感。
正典結局，被神重傷倒地後，隨即接著再度被消滅。因生前的行為，後來艾瑪被教會散布為「兩大惡女之一」。外典時透露艾瑪被神攻擊時莉特拉將她傳送走，被保管。後來成為神的代言人，最後為了拉茲等人而自行解放消失。
魂力武器是手槍。以輕快的身手和精確的射擊戰鬥，不擅長近身戰，能用魂力治癒同伴。
索菲（SOPHIE）
聲：小清水亞美
本作女主角之一。SOL TRIGGER中的魂力資深成員。特徵是青色的長髮和眼睛，戴著頭飾的沉穩女性。看似對事情都很冷淡，但對作戰的決心卻很強。以前在新市街的噴水廣場和姊姊吃東西時遭到教會狩獵，但只有自己被瓦伊爾救出的過去。
正典結局，被神重傷倒地後，為了保護艾瑪，連同兩人一起被消滅。因生前的行為，後來索菲被教會散布為「兩大惡女之一」。外典結局後索菲的評價已被眾人釐清。
魂力武器是比常人還要高的重機槍。能讓魂力的子彈透過重機槍掃射，擅長多人戰。
古斯塔夫（GUSTAF）
聲：三宅健太
法雷爾的童年朋友。右眼殘留著兩道傷疤，金褐色的豎天頭，灰綠色眼睛，身材強壯的男性。重人情味，擁有很強的正義感，為了看見受欺壓的光之民的笑容，甘願潛入任何危險之地。
正典結局，第一個衝過去攻擊神，但反被瞬間洗禮。因生前的行為，後來被教會向世人評為「既愚蠢又不得直視的人」。外典結局時曾傳言有個似古斯塔夫的人在城外和聖潔之民玩耍。
魂力武器是斧。戰鬥風格以炙熱般的魂力打擊敵人。
希莉露（CYRIL）
聲：悠木碧
年僅9歲就有著天才般的魂力寄宿。特徵是綁著兩豎馬尾，紫色瞳孔，個性活潑鮮明的小女孩。喜歡的糖果是「成熟女士的味道」，但具體味道沒人知道。
正典結局，被神重傷倒地後，教會將她帶走作實驗。外典時，被拉茲等人救出，外型明顯變成熟（但個性有些還稚嫩），組成新的SOL TRIGGER。和拉茲產生情愫而使得拉茲能使出「黃金之魂力」。
魂力武器是和自己相近身高的錘。和艾瑪一樣可治癒同伴，且還能提升我方能力。
瓦伊爾
聲：鈴村健一
SOL TRIGGER的前任隊長。特徵是綁著褐色馬尾的男子，深受同伴們的信賴。因了解法雷爾擁有「黃金之魂力」，且認為自己與「黃金之魂力」無緣，因此出任務前任命法雷爾擔任下一任隊長，還將臂章交給了他。最後在第一階段的作戰中擊毀飛船而犧牲。
魂力武器不明。
德內伊
聲：内山昂輝
和瓦伊爾、瓦爾塔一樣，是SOL TRIGGER中的老手。特徵是穿戴著連帽斗篷，白色頭髮，戴著眼鏡的男人。出第一任務時為了讓同伴逃走，而獨自抵擋伊修特巴恩，最後利用魂力・新星和對方同歸於盡。享年33歲。
魂力武器是圓環刃。
千奈美
聲：永田依子
SOL TRIGGER的輸送物資部隊兼武器開發班「赤紅」的隊長。綁著黃褐色辮子，戴著眼鏡，說關西腔的女性。外典時仍和赤紅一起協助新SOL TRIGGER。
諾伊
聲：遊佐浩二
擁有雙重身分的男子，幫助SOL TRIGGER提供貴重情報的神民。曾和莉特拉交易，但反被設計，在SOL TRIGGER救出他後，諾伊為了想彌補而積極協助SOL TRIGGER等人。外典時成為拉茲三人的雇主，後集結拉茲三人、芙蘭、希莉露組成新SOL TRIGGER。
拉茲（LARS）
聲：内山昂輝
法雷爾物語過後19年的外典主人公。繼承法雷爾意志的新SOL TRIGGER，和庫洛特、薇爾瑪為童年朋友。特徵是深藍色短髮，金色瞳孔，圍著黃、黑色的圍巾，性格開朗友善。擁有的魂力大多拿來使生活便利之用。實際上是法雷爾的兒子。後決定接受諾伊的邀請加入新SOL TRIGGER。和希莉露產生感情而散發出「黃金之魂力」。
魂力武器是和法雷爾同型的單手劍。後得到神刀「化境」。
庫洛特（KLOTHO）
聲：鈴村健一
拉茲和薇爾瑪的童年朋友。特徵是梳著金色俐落的側分頭髮，青色眼睛，穿著綠色上衣，戴著眼鏡（但其實視力極好）。個性樂觀。平日幾乎有一半的時間都在睡覺。新SOL TRIGGER成員。對薇爾瑪抱有好感。曾因拉茲的實力大增而感到內疚。
魂力武器和古斯塔夫一樣是斧，原因僅感覺很拉風。
薇爾瑪（WILMA）
聲：早見沙織
拉茲和庫洛特的童年朋友。特徵是褐色短髮，淺綠色眼睛，穿著藍白色調的衣裝，綁有青色頭帶的少女。擅長作家事。是作為適時阻止兩人亂來的貴重存在。新SOL TRIGGER成員。最後答應庫洛特的告白成為他的女友。
魂力武器是比索菲用的小些的重機槍。

#### 神機教會
伊修特巴恩（ISTVAN）
聲：大塚明夫
教會的執行官一人，軍事部門的指揮官。為了維持治安不斷狩獵光之民，並與SOL TRIGGER為敵。不是光之民，但卻能操縱魂力，擁有相當強大的力量，還能自行掙脫光之民的魂力解放。實際上很為神民著想，企圖暗殺莉特拉。
正典接近尾聲時，被SOL TRIGGER等人擊敗。外典時，伊修特巴恩被莉特拉作為義鋼體控制，和新SOL TRIGGER短暫交手後又消失。最後被SOL TRIGGER等人打倒後用劍自盡，並對芙蘭可以稱呼他「父親」而感到無憾。
以操縱星劍「天鳴」來施展出強力技能，散發著「混沌之魂力」的不祥氣息。
莉特拉（LITTLER）
聲：澤城美雪
教會的執行官一人，還參與化學技術的開發。私下認為伊修特巴恩是該結束的時候。負責監控和保養身為「義鋼體」的納哈特伽爾。實際上自己也是光之民，為了復甦故鄉而不擇手段。外典時，掌控大權統治著帝國，成為後期主要反派。最後和自己製造的真神機合而為一，被SOL TRIGGER等人打倒。
芙蘭（FRAN）
聲：斋藤千和
身體有一半是機械的軍事部門尖兵少女。稱呼伊修特巴恩「閣下」，忠心的遵守命令。後來被SOL TRIGGER救出，並對法雷爾產生好感，幫助SOL TRIGGER反抗教會。
正典接近尾聲時，將被SOL TRIGGER打倒的伊修特巴恩帶走，消息不明。外典時，為了尋找失蹤的伊修特巴恩而加入新SOL TRIGGER。
武器是雙手和雙腳的戰刀。
納哈特伽爾
聲：大塚周夫
教會的「神之代言者」。工作室將自身聽到的神諭傳達給神民們，他所說的話甚至能使納哈爾帝國動搖。真實身分為莉特拉改造的「義鋼體」。最後被法雷爾等人擊敗。納哈特伽爾死後帝國就由莉特拉掌權。

## 發展
名稱「Sol Trigger」於2011年11月在日本地區首次註冊，而遊戲則是在2012年5月公布，並在Fami通發問。有人曾透露這可能是公司嘗試過的高預算產品，但卻是在PlayStation Portable上的最後一個遊戲。工作人員包括曾我部修司為角色設計師，是曾作《女神異聞錄4》漫畫，遊戲劇本作家野島一成，曾寫過部分《最终幻想VII》、《王國之心》。而CG影片的部分是由JCSTAFF負責。
原定於2012年8月30日發售，但後來要求零售商推遲到10月4日推出，因當時有太多遊戲在日本該天發布。推出後，在2012年7月在日本PlayStation Store上下載。
為了促使遊戲發行，在網頁瀏覽器上推出一個小遊戲《Sol Trigger Training School》，是一格鬥遊戲，玩家可快點擊鼠標，能收到Sol Trigger的獎金密碼解鎖。

## 銷售與續作
截至10月中旬，該遊戲已在日本售出52,234份。Ryoei Mikage、公司創始人首席執行官表示，有感興趣對本作推出續作的可能。「Cyril」在另一個Imageepoch遊戲中作為一個可玩的人物，《騎士年代記戰略》發揮著本作的特性之一。

## 外部連結
- 官方网站 （日語）